# Shirley Booth
Marjorie Ford, más conocida por su nombre artístico de Shirley Booth (Brooklyn, 30 de agosto de 1898-North Chatham, Massachusetts, 16 de octubre de 1992), fue una actriz estadounidense.
Principalmente una actriz de teatro, la carrera de Booth de Broadway comenzó en 1925. Su éxito más significativo fue el de Lola Delaney, en el drama Come Back, Little Sheba, por la que recibió un premio Tony en 1950. Booth hizo su debut en el cine, retomando su papel en la versión cinematográfica de 1952, y ganó tanto el Premio de la Academia como Mejor Actriz y un Globo de Oro a la mejor actriz por su actuación. A pesar de su entrada exitosa en el cine, ella continuó prefiriendo el teatro, e hizo sólo cuatro películas más.
Desde 1961 hasta 1966, jugó el papel principal en la comedia de Hazel, por la que ganó dos premios Emmy, y fue aclamada por su actuación en la producción 1966 de televisión de El zoo de cristal.
Se retiró en 1974 dando su voz en la película The Year Without a Santa Claus.

## Biografía

### Primeros años de vida
Booth nació en la ciudad de Nueva York, hija de Albert James y Virginia M. (de soltera Wright) Ford. En el censo del estado de Nueva York de 1900, figuraba como Thelma Booth Ford. Tenía un hermano y una hermana menor, Jean. Su primera infancia transcurrió en Flatbush, Brooklyn , donde asistió a la Escuela Pública 152.
Cuando tenía 7 años, la familia de Booth se mudó a Filadelfia, donde ella se interesó por primera vez en la actuación después de ver una representación teatral. Cuando Booth era una adolescente, su familia se mudó a Hartford, Connecticut, donde se involucró en el negocio de verano . Hizo su debut teatral en una producción de Mother Carey's Chickens . En contra de las protestas de su padre, abandonó la escuela y viajó a la ciudad de Nueva York para seguir una carrera. Inicialmente usó el nombre de Thelma Booth cuando su padre le prohibió usar el apellido profesionalmente. Finalmente cambió su nombre a Shirley Booth.

### Trayectoria profesional

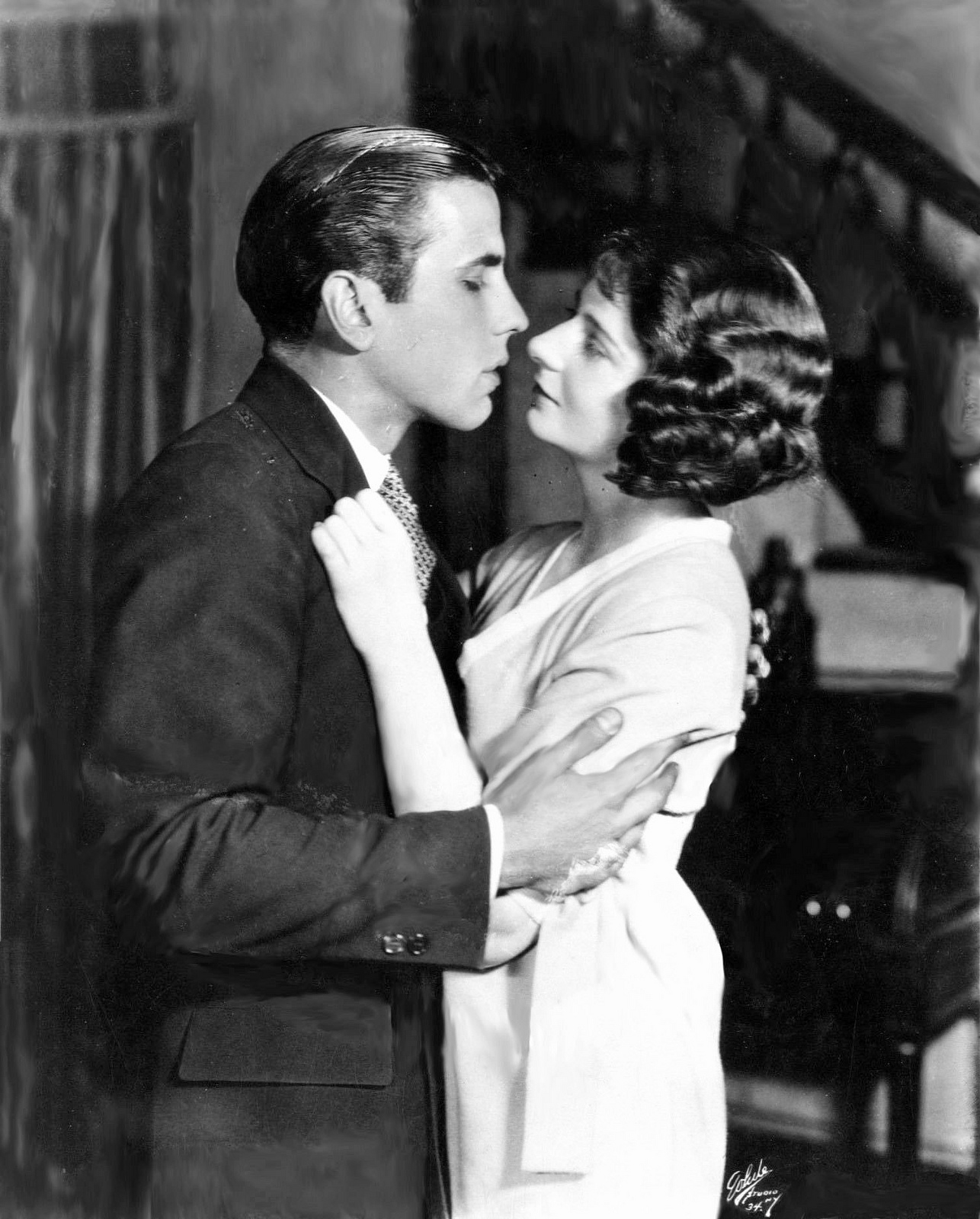
Humphrey Bogart y Booth en la obra original de Broadway Hell's Bells (1925).

Booth comenzó su carrera teatral cuando era adolescente, actuando en producciones de sociedades anónimas . Fue una actriz destacada en el teatro de Pittsburgh durante un tiempo, actuando con Sharp Company. Su debut en Broadway fue en la obra Hell's Bells , con Humphrey Bogart, el 26 de enero de 1925. Booth atrajo gran atención por primera vez como protagonista femenina en la exitosa comedia Three Men on a Horse, que funcionó de 1935 a 1937. Durante las décadas de 1930 y 1940, alcanzó popularidad en dramas, comedias y más tarde musicales. Actuó con Katharine Hepburn en The Philadelphia Story (1939), originó el papel de Ruth Sherwood en la producción de Broadway de 1940 de My Sister Eileen y actuó con Ralph Bellamy en Tomorrow the World (1943). Booth también protagonizó la popular serie de radio Duffy's Tavern , interpretando a la alegre, bromista y loca hija del dueño de la taberna invisible en la radio CBS de 1941 a 1942 y en NBC Blue de 1942 a 1943. Su entonces esposo, Ed Gardner , creó y escribió el programa e interpretó al personaje principal Archie, el gerente de la taberna; Booth dejó el programa después de que la pareja se divorciara. Audicionó sin éxito para el papel principal de Our Miss Brooks en 1948; La había recomendado Harry Ackerman , quien iba a producir el programa, pero Ackerman le dijo al historiador de radio Gerald Nachman que sentía que Booth era demasiado consciente de las luchas de un maestro de secundaria como para divertirse plenamente con las posibilidades cómicas del personaje. Our Miss Brooks se convirtió en un éxito de radio y televisión cuando el papel principal fue para Eve Arden . En el verano de 1949, Booth interpretó a Phyllis Hogan en la comedia de situación Hogan's Daughter en la radio NBC.
Booth recibió su primer premio Tony , a la mejor actriz de reparto o destacada (dramática), por su interpretación de Grace Woods en Goodbye, My Fancy (1948). Su segundo Tony fue a la Mejor Actriz en una Obra, que recibió por su aclamada actuación como la esposa torturada Lola Delaney en el conmovedor drama Come Back, Little Sheba (1950). Sidney Blackmer recibió el Tony al Mejor Actor en una Obra por su interpretación de su marido Doc.
Su éxito en Come Back, Little Sheba fue seguido por el musical A Tree Grows in Brooklyn (1951), basado en la popular novela, en la que interpretó a la luchadora pero adorable tía Sissy, que resultó ser otro gran éxito. Su popularidad era tal que, en ese momento, la historia estaba sesgada con respecto al original, de modo que la tía Sissy era la protagonista (en lugar de Francie). Luego, Booth fue a Hollywood y repitió su papel teatral en la versión cinematográfica de 1952 de Come Back, Little Sheba con Burt Lancaster interpretando a Doc. Después de completar esa película, la primera de cinco películas en su carrera , regresó a Nueva York e interpretó a Leona Samish en la obra de Arthur Laurents The Time of the Cuckoo (1952) en Broadway.
Booth recibió el Premio Oscar a la Mejor Actriz en un Papel Protagónico por su actuación en Come Back, Little Sheba , convirtiéndose en la primera actriz en ganar un Tony y un Oscar por el mismo papel. La película también obtuvo premios destinados a Booth como Mejor Actriz del Festival de Cine de Cannes , los Globos de Oro , los Premios del Círculo de Críticos de Cine de Nueva York y la [[National 
Board  of  Review|Nacional de Revisión]]. Recibió su tercer Tony, el segundo en la categoría de Mejor Actriz en una Obra, por su actuación en The Time of the Cuckoo .
Booth tenía 54 años cuando hizo su primera película, pero había logrado reducir casi una década su edad real, y en su publicidad se indicaba 1907 como el año de su nacimiento. Sólo sus asociados más cercanos conocían su año de nacimiento correcto, hasta que se anunció su año de nacimiento correcto, 1898, en el momento de su muerte. Su segunda película protagónica, About Mrs. Leslie, un drama romántico junto a Robert Ryan , se estrenó en 1954 con buenas críticas, pero fue mal recibida por el público. En 1953, Booth había hecho un cameo como ella misma en la película de comedia y drama de estrellas Main Street to Broadway. Pasó los siguientes años viajando entre Nueva York y California. En Broadway, obtuvo éxitos personales en el musical By the Beautiful Sea (1954) y la comedia Desk Set (1955). Aunque Booth se había hecho muy conocido entre los cinéfilos durante este período, los papeles cinematográficos de The Time of the Cuckoo (rebautizado como Summertime para la película en 1955), y Desk Set (1957), fueron para Katharine Hepburn.
En 1957, Booth ganó el premio Sarah Siddons por su trabajo en el escenario de Chicago. Regresó a los escenarios de Broadway en 1959, interpretando al sufrido personaje principal del musical Juno de Marc Blitzstein , una adaptación de la obra de Seán O'Casey de 1924 Juno and the Paycock . En 1961, el director Frank Capra se acercó a Booth para proponerle protagonizar Pocketful of Miracles , una versión actualizada de la comedia dramática de Capra de 1933 Lady for a Day, protagonizada por May Robson. Booth le informó que no podía igualar la actuación de Robson nominada al Oscar en la película original y rechazó el papel. En cambio, Capra eligió a Bette Davis , quien fue comparada desfavorablemente con Robson por la mayoría de los críticos cuando se estrenó la película.
Booth protagonizó dos películas más para Paramount Pictures, interpretando a Dolly Gallagher Levi en la adaptación cinematográfica de 1958 de la comedia y romance de Thornton Wilder The Matchmaker (el texto fuente del musical Hello, Dolly!), y para interpretar a Alma Duval en el drama Hechizo caliente (1958). Por sus actuaciones en ambas películas, Booth fue nominada como Mejor Actriz del año por el Círculo de Críticos de Cine de Nueva York. For her performances in both films, Booth was nominated as the year's Best Actress by the New York Film Critics Circle).

## Vida personal
El 23 de noviembre de 1929, Booth se casó con Ed Gardner , quien más tarde ganó fama como creador y presentador de la serie de radio Duffy's Tavern , y Booth originó el papel de la hambrienta señorita Duffy en la serie. Se divorciaron en 1942. Se casó con William H. Baker Jr., un cabo del ejército de los EE. UU., al año siguiente. Booth y Baker permanecieron casados hasta su muerte por una enfermedad cardíaca en 1951. Ella nunca se volvió a casar y no tuvo hijos de ninguno de los matrimonios.
Después de retirarse de la actuación en 1974, Booth se mudó a North Chatham, Massachusetts, donde vivió con su caniche y dos gatos. Mantenía contacto con sus amigos por teléfono y pasaba su tiempo pintando y haciendo bordados. En noviembre de 1979, fue incluida en el Salón de la Fama del Teatro Americano . Booth no asistió a la ceremonia y el premio fue aceptado en su nombre por Celeste Holm.

## Fallecimiento
En 1976, la salud de Booth comenzó a deteriorarse. Según los informes, sufrió un derrame cerebral que le provocó problemas de movilidad y ceguera. Después de su muerte, la hermana de Booth dijo que se había roto la cadera en 1979, lo que restringió su movilidad.
El 16 de octubre de 1992, Booth murió a la edad de 94 años en su casa en North Chatham. Después de un servicio conmemorativo privado, Booth fue enterrado en la parcela de la familia Baker en el cementerio Mount Hebron en Montclair, Nueva Jersey.

## Filmografía

### Cine
| Año  | Título                  | Rol                    |
| ---- | ----------------------- | ---------------------- |
| 1952 | Come Back, Little Sheba | Lola Delaney           |
| 1953 | Main Street to Broadway | Ella misma             |
| 1954 | About Mrs. Leslie       | Mrs. Vivien Leslie     |
| 1958 | Hot Spell               | Alma Duval             |
| 1958 | The Matchmaker          | Dolly 'Gallagher' Levi |

### Televisión
| Año       | Título                         | Rol                         | Notas                                             |
| --------- | ------------------------------ | --------------------------- | ------------------------------------------------- |
| 1954-1961 | The United States Steel Hour   |                             | 2 Episodios                                       |
| 1957      | Playhouse 90                   | Perle Mesta                 | Episodio: "The Hostess with the Mostess"          |
| 1961–1966 | Hazel                          | Hazel Burke                 | 154 Episodios                                     |
| 1966      | CBS Playhouse                  | Amanda Wingfield            | Episodio: "The Glass Menagerie"                   |
| 1967      | CBS Playhouse                  | Heloise Michaud             | Episodio: "Do Not Go Gentle into That Good Night" |
| 1968      | The Smugglers                  | Mrs. Hudson                 | Película para televisión                          |
| 1969      | The Ghost & Mrs. Muir          | Spiritualist Madame Tibaldi | Episodio: "Medium Well Done"                      |
| 1973      | A Touch of Grace               | Grace Simpson               | 13 Episodios                                      |
| 1974      | The Year Without a Santa Claus | Mrs. Claus (voz)            | Película para televisión                          |

## Premios y distinciones
Premios Óscar
| Año  | Categoría    | Película              | Resultado |
| ---- | ------------ | --------------------- | --------- |
| 1953 | Mejor actriz | Vuelve, pequeña Sheba | Ganadora  |

Premios BAFTA
| Año  | Categoría               | Película              | Resultado |
| ---- | ----------------------- | --------------------- | --------- |
| 1954 | Mejor actriz extranjera | Vuelve, pequeña Sheba | Nominada  |
| 1955 | Mejor actriz extranjera | About Mrs. Leslie     | Nominada  |

Premios Globo de Oro
| Año  | Categoría            | Película              | Resultado |
| ---- | -------------------- | --------------------- | --------- |
| 1953 | Mejor actriz - Drama | Vuelve, pequeña Sheba | Ganadora  |

Premios Primetime Emmy
| Año  | Categoría                            | Película            | Resultado |
| ---- | ------------------------------------ | ------------------- | --------- |
| 1962 | Mejor actriz - Serie de comedia      | Hazel               | Ganadora  |
| 1963 | Mejor actriz - Serie de comedia      | Hazel               | Ganadora  |
| 1964 | Mejor actriz - Serie de comedia      | Hazel               | Nominada  |
| 1966 | Mejor actriz - Miniserie o telefilme | The Glass Menagerie | Nominada  |

Premios Tony
| Año  | Categoría               | Película                | Resultado |
| ---- | ----------------------- | ----------------------- | --------- |
| 1949 | Mejor actriz de reparto | Goodbye, My Fancy       | Ganadora  |
| 1950 | Mejor actriz            | Come Back, Little Sheba | Ganadora  |
| 1953 | Mejor actriz            | The Time of the Cuckoo  | Ganadora  |

Festival Internacional de Cine de Cannes
| Año  | Categoría        | Película              | Resultado |
| ---- | ---------------- | --------------------- | --------- |
| 1953 | Mención especial | Vuelve, pequeña Sheba | Ganador   |

### Otros reconocimientos
- Por sus contribuciones a la industria cinematográfica, Booth tiene una estrella cinematográfica en el Paseo de la Fama de Hollywood en 6850 Hollywood Boulevard.[11]